# Austrochiloidea
Austrochiloidea é uma superfamília de aranhas Araneomorphae que inclui duas famílias de aranhas com oito olhos.

## Taxonomia
A superfamília Austrochiloidea inclui as seguintes famílias:
- Austrochilidae
- Gradungulidae